# Hollies Sing Dylan
Hollies Sing Dylan är ett album från 1969, där The Hollies sjunger Bob Dylans låtar. Det släpptes också i USA som Words and Music by Bob Dylan med annorluna omslag, men med samma bild på bandet och samma låtlista. Första CD-släppet skedde I Västtyskland vid 1980-talets slut, i övriga Europa kom CD-utgåvan först 1993. CD-utgåvan innehöll två bonusspår, singelversionen av "Blowin' in the Wind" och en liveversion av "The Times They Are a-Changin'" En remastrad version från 1999 innehöll även ett tredje bonusspår, en liveversion av "Blowin' in the Wind".
Albumet är det första med nya bandmedlemmen Terry Sylvester, som ersatte Graham Nash.

## Låtlista

### Sida 1
1. "When the Ship Comes In" – 2:40
2. "I'll Be Your Baby Tonight" – 3:24
3. "I Want You" – 2:09
4. "This Wheel's on Fire" (Rick Danko, Bob Dylan) – 2:52
5. "I Shall Be Released" – 3:20
6. "Blowin' in the Wind" – 4:06

### Sida 2
1. "Quit Your Low Down Ways" – 2:40
2. "Just Like a Woman" – 3:57
3. "The Times They Are a-Changin'" – 3:15
4. "All I Really Want to Do" – 2:19
5. "My Back Pages" – 2:55
6. "Mighty Quinn" – 2:24

Alla låtar skrivna av Bob Dylan där inget annat anges.

## Medverkande
- Bernard Calvert – basgitarr, piano, orgel
- Allan Clarke – sång, munspel
- Bobby Elliott – trummor, slagverk
- Tony Hicks – sång, sologitarr, banjo
- Terry Sylvester – sång, kompgitarr

Stråkarrangemang och sammanställande på "Blowin' in the Wind" av Mike Vickers. Alla andra stråkar arrangerade och dirigerade av Lou Warburton.

## Listplaceringar
| Lista (1969)   | Topplacering |
| -------------- | ------------ |
| Nederländerna  | 6            |
| Norge          | 11           |
| Storbritannien | 3            |

### Fotnoter
1. 1 2  Recension av Bruce Eder på allmusic.com
2. ↑  ”Dylan Cover Albums: Hollies Sing Dylan”. 3 september 2010. Arkiverad från originalet den 17 augusti 2010. https://web.archive.org/web/20100817100330/http://dylancoveralbums.com/hollies.htm. Läst 22 november 2010.
3. ↑  ”Listplacering”. http://dutchcharts.nl/showitem.asp?interpret=The+Hollies&titel=Hollies+Sing+Dylan&cat=a. Läst 4 juni 2011.
4. ↑  ”Listplacering”. http://norwegiancharts.com/showitem.asp?interpret=The+Hollies&titel=Hollies+Sing+Dylan&cat=a. Läst 4 juni 2011.
5. ↑  ”Listplacering”. Arkiverad från originalet den 25 maj 2012. https://archive.is/20120525153528/http://www.chartstats.com/release.php?release=36735. Läst 4 juni 2011.